# Hysteronotus megalostomus
Hysteronotus megalostomus es una especie de peces de la familia Characidae en el orden de los Characiformes, es la única especie del género Hysteronotus.

## Morfología
Los machos pueden llegar alcanzar los 4,2 cm de longitud total.

## Hábitat
Vive en zonas de clima tropical.

## Distribución geográfica
Se encuentran en Sudamérica:  cuenca del río São Francisco en Brasil.